# Les Rouquins
Les Rouquins (Ginger Kids en version originale) est le onzième épisode de la neuvième saison de la série animée South Park, ainsi que le 136e épisode de l'émission.

## Synopsis
Cartman affiche sa haine des rouquins lors d’un exposé fallacieux. Kyle, Stan et Kenny décident de lui donner une bonne leçon : ils le teignent en roux durant son sommeil, en espérant ainsi modifier son comportement. Au contraire, ce dernier prône alors la ségrégation des non-roux et convainc les roux du monde entier de dominer la terre sous ses ordres.